# Malin Aune
Malin Larsen Aune (ur. 4 marca 1995 w Ranheim) – norweska piłkarka ręczna, reprezentantka kraju, grająca na pozycji prawoskrzydłowej. Obecnie występuje w norweskim Oppsal.
W drużynie narodowej zadebiutowała 19 marca 2015 w meczu przeciwko reprezentacji Polski.
Jej brat, Joakim Aune, uprawiał skoki narciarskie.

## Sukcesy reprezentacyjne

### Juniorskie
- Mistrzostwa Świata U20:
  -  2012

### Seniorskie
- Mistrzostwa Europy:
  -  2016, 2020